# Major Commands der United States Army
Ein Major Command der United States Army (MAJCOM; dt. etwa: Hauptkommando oder Oberkommando) ist eine Organisationseinheit der US Army. Die zwölf Major Commands übernehmen jeweils klar abgegrenzte Aufgaben und ergänzen sich gegenseitig. Sie werden in Heereskommandos und Army Service Component Commands, das sind Kommandostellen, die den übergeordneten Unified Combatant Commands unterstehen, unterschieden. Es existieren neun Army Service Component Commands, die sich in fünf regionale und vier funktionale Kommandos teilen.
Die MAJCOMs sind zu unterscheiden von den Direct Reporting Units (dt. „direkt unterstellte Einheiten“), die zwar ebenfalls hohe Kommandostrukturen sind, jedoch nur auf der Divisionsebene angesiedelt sind, und keinem Major Commands unterstehen. Stattdessen sind diese Kommandostellen direkt dem Chief of Staff of the Army und seinem Hauptquartier unterstellt.

## Major Commands

### Heereskommandos
Die US Army hat drei eigene Heereskommandos, die als Kommandobehörden und Koordinationsstellen fungieren und auf die spezifischen Bedürfnissen dieser Teilstreitkraft zugeschnitten sind. Die anderen Teilstreitkräfte koordinieren deren Aufgaben in eigenen, aber ähnlichen Strukturen. Diese sind:
- US Army Materiel Command (AMC), zuständig für Beschaffung und Bereitstellung von Material, Waffen, Technik und Logistik, sowie Materialbedarfsplanung mit Hauptquartier in Fort Belvoir, Virginia.

- US Army Training and Doctrine Command (TRADOC), zuständig für Ausbildung und Einsatzschulung und -planung mit Hauptquartier in Fort Monroe, Virginia.

- US Army Forces Command (FORSCOM), zuständig für die Ausbildung, Mobilisierung, Aufstellung, Unterstützung, Transformation, und Neuorganisation der konventionellen Kräfte der US Army, mit Hauptquartier in Fort McPherson, Georgia.

Das US Army Forces Command stellt eine Besonderheit dar. Es fungiert einerseits als Kommandostelle für die US Army selbst und anderseits stellt es die Heereskomponente des US Joint Forces Command, operiert also als funktionales Army Service Component Command. Der Kommandeur des FORSCOM ist zugleich der Kommandeur der US Army North, der Landkomponente des Regionalkommandos US Northern Command.

### Army Service Component Commands
Die US Army ist vollständig in das System der Unified Combatant Commands (UCC) des US-Verteidigungsministeriums integriert. Die Heeresunterabteilungen der UCCs heißen Army Service Component Commands (ASCC). Dementsprechend verfügt die US Army über fünf Regional- und vier Funktionalkommandos. Die Standorte der Kommandoeinrichtungen sind demgegenüber überwiegend dezentral, das heißt, dass sie nicht notwendigerweise am selben Standort wie die UCCs stehen.
Regionalkommandos

Zuständigkeiten der Unified Combatant Commands

- Die US Army South (USARSOUTH) ist die Army-Komponente des US Southern Command. Sie ist verantwortlich für sämtliche Aktivitäten der US Army in Lateinamerika und ist ebenfalls in Fort Sam Houston stationiert.
- Die 3. US-Armee fungiert als US Army Forces Central Command (ARCENT) als Army-Komponente des US Central Command (CENTCOM). Die 3. US-Armee hat ihr Hauptquartier in Fort McPherson im US-Bundesstaat Georgia.
- Die US Army North (USARNORTH; ehemals 5. US-Armee) ist dem US Northern Command (NORTHCOM) unterstellt. Ihr Hauptquartier befindet sich in Fort Sam Houston in Texas.
- Die US Army Pacific (USARPAC) bildet die Army-Komponente des  US Pacific Command (PACOM) und hat ihr Hauptquartier in Fort Shafter auf Hawaii.

Zwei ASCCs haben die Besonderheit, sowohl ein Komponentenkommando als auch ein militärischer Großverband zu sein:
- Die 7. US-Armee fungiert als US Army Europe (USAREUR) als Landkomponente des US European Command (EUCOM) und ist im Shali Center in Wiesbaden stationiert.
- Die 8. US-Armee (EUSA)'ist Teil der zuständigen Kommandostelle für alle US-Truppen in Südkorea, den US Forces Korea und in Yong Son (Yongsan Army Garrison) bei Seoul stationiert. Sie untersteht operativ dem Kommandeur des US Pacific Command, ist aber territorial an den Raum der Koreanischen Halbinsel gebunden. Das bedeutet, dass der Kommandeur des PACOM diese Streitkräfte nicht dislozieren kann.

Funktionalkommandos
- Das US Army Space and Missile Defense Command/Army Strategic Command (SMDC/ARSTRAT) ist Teil des US Strategic Command (STRATCOM). Es ist in Arlington County, Virginia, beheimatet.
- Das US Army Special Operations Command (USASOC) bildet die Heereskomponente des US Special Operations Command (SOCOM). Es vereinigt die Special Operations Forces (dt. Spezialeinsatzkräfte) der US Army.
- Das US Army Military Surface Deployment and Distribution Command (SDDC) ist die Heereskomponente des US Transportation Command (TRANSCOM) in Fort Eustis bei Newport News, Virginia.